# Fodorhaza
Fodorhaza (alternativ: Fodorhăz; în maghiară Fodorház; în germană Fodorhausen) a fost o localitate din județul Timiș, Banat, România, în prezent, teritoriul său, fiind inglobat în localitatea Gad.

## Istorie
Localitatea a fost înființată în anul 1818, cu 48 de familii catolice de origine germană; după alte surse, localitatea ar fi fost fondată între anii 1838 și 1840.
O descriere a satului este relatată de dr. Samu Borovszky, în Magyarország vármegyéi és városai: Torontál vármegye (în traducere: Comitatele și orașele Ungariei: comitatul Torontal), din anul 1911:
„În apropierea râului „Jaruga” se află un mic sat. Acesta are 45 de case și 175 de locuitori de origine germană, care sunt romano-catolici. Oficiul poștal este la Gad, iar stația de telegraf și cea de tren sunt la Rudna. Acest mic sat a fost fondat în prima jumătate a secolului al XIX-lea, între anii 1838 și 1840.”
Fodorhăz era localizată la sud-vest de Gad și la nord-est de Toager.
Până la semnarea Tratatului de la Trianon, în 4 iunie 1920, când a devenit parte a Regatului României, localitatea făcea parte din Comitatul Torontal, Regiunea Modoș.
Între 1930 și 1941 localitatea fost absorbită în Gad.
Monitorul Oficial din 26 mai 1942 consemnează faptul că în comuna Fodorhăz exista o școală primară, fondată în 1860, cu un învățător, care trecuse de sub conducerea Episcopiei Romano-Catolice din Timișoara, sub conducerea Grupului Etnic German, la data de 6 mai 1942.
În 1945, populația de etnie germană din localitate a fost deportată în Uniunea Sovietică.
Mai târziu, în 1956, satul a devenit din nou de sine stătător, dar ulterior a fost abandonat și a dispărut după inundațiile din 1966.
A fost desființat și absorbit în localiatea Gad în 1968, conform Buletinului Oficial nr. 165 din 20 decembrie 1968.

### Apartenența administrativă
1863-1873: Comitatul Torontal, Regiunea Peciu Nou;
1877-1919: Comitatul Torontal, Regiunea Modoș;
1919-1925: Județul Timiș-Torontal, Plasa Modoș;
1925-1930: Județul Timiș-Torontal, Plasa Giulvăz;
1930-1932: Județul Timiș-Torontal, Plasa Ciacova;
1938-1940: Ținutul Timiș, județul Timis-Torontal;
1941: Județul Timiș-Torontal, Plasa Giulvăz;
1950-1960: Regiunea Timișoara, Raionul Ciacova;
1960-1968: Regiunea Banat, Raionul Deta.